# Kalajoki kyrka
Kalajoki kyrka är en kyrkobyggnad i den finländska staden Kalajoki i landskapet Norra Österbotten. Den är församlingskyrka i Kalajoki församling inom Evangelisk-lutherska kyrkan i Finland.

## Kyrkobyggnaden
Kyrkan är byggd i rödtegel mellan åren 1876 och 1879 efter ritningar av arkitekt Frans Wilhelm Lüchow och rymmer cirka 1 300 personer. 
Den 16 februari 1930 förstördes kyrkan i en brand. Den återuppbyggdes åren 1931–1931. Ritningarna var gjorda av Wäinö Palmqvist.

## Inventarier
Kyrkans altartavla är målad av Adolf von Becker år 1887. Orgeln är gjord av Kangasala orgelbyggeri år 1931 och har 27+1 stämmor. Klockstapeln, planerad av Anton Wilhelm Arppe, har två klockor från 1813 och 1830.